# Seznam ocenění a nominací filmu Uteč
Toto je seznam ocenění a nominací filmu Uteč.

## Ocenění a nominace
| Ocenění                                              | Datum ceremoniálu  | Kategorie                                                 | Nominovaný | Výsledek  |
| ---------------------------------------------------- | ------------------ | --------------------------------------------------------- | --- | --------- |
| AACTA International Awards                           | 6. ledna 2018      | Nejlepší scénář                                           | Jordan Peele | nominace  |
| AACTA International Awards                           | 6. ledna 2018      | Nejlepší herec v hlavní roli                              | Daniel Kaluuya | nominace  |
| African American Film Critics Association Awards     | 12. prosince 2017  | Nejlepších deset filmů roku 2017                          | Uteč | vítězství |
| African American Film Critics Association Awards     | 12. prosince 2017  | Nejlepší film                                             | Uteč | vítězství |
| African American Film Critics Association Awards     | 12. prosince 2017  | Nejlepší režie                                            | Jordan Peele | vítězství |
| African American Film Critics Association Awards     | 12. prosince 2017  | Nejlepší herec v hlavní roli                              | Daniel Kaluuya | vítězství |
| African American Film Critics Association Awards     | 12. prosince 2017  | Nejlepší scénář                                           | Jordan Peele | vítězství |
| Alliance of Women Film Journalists EDA Awards        | 9. ledna 2018      | Nejlepší film                                             | Uteč | nominace  |
| Alliance of Women Film Journalists EDA Awards        | 9. ledna 2018      | Nejlepší režie                                            | Jordan Peele | nominace  |
| Alliance of Women Film Journalists EDA Awards        | 9. ledna 2018      | Nejlepší původní scénář                                   | Jordan Peele | vítězství |
| Alliance of Women Film Journalists EDA Awards        | 9. ledna 2018      | Nejlepší herec v hlavní roli                              | Daniel Kaluuya | nominace  |
| Americký filmový institut                            | 5. ledna 2018      | Nejlepších deset filmů roku 2017                          | Uteč | vítězství |
| Art Directors Guild Awards                           | 27. ledna 2018     | Nejlepší výprava – moderní film                           | Rusty Smith | nominace  |
| American Cinema Editors Awards                       | 26. ledna 2018     | Nejlepší střih (film - komedie)                           | Gregory Plotkin | nominace  |
| Austin Film Critics Association Awards               | 8. ledna 2018      | Nejlepší film                                             | Uteč | vítězství |
| Austin Film Critics Association Awards               | 8. ledna 2018      | Nejlepší herec v hlavní roli                              | Daniel Kaluuya | nominace  |
| Austin Film Critics Association Awards               | 8. ledna 2018      | Nejlepší režie                                            | Jordan Peele | nominace  |
| Austin Film Critics Association Awards               | 8. ledna 2018      | Nejlepší původní scénář                                   | Jordan Peele | vítězství |
| BET Awards                                           | 25. června 2017    | Nejlepší film                                             | Uteč | nominace  |
| Black Reel Awards                                    | 16. února 2018     | Nejlepší film                                             | Uteč | vítězství |
| Black Reel Awards                                    | 16. února 2018     | Nejlepší režie                                            | Jordan Peele | vítězství |
| Black Reel Awards                                    | 16. února 2018     | Nejlepší scénář                                           | Jordan Peele | vítězství |
| Black Reel Awards                                    | 16. února 2018     | Nejlepší herec v hlavní roli                              | Daniel Kaluuya | vítězství |
| Black Reel Awards                                    | 16. února 2018     | Nejlepší herec ve vedlejší roli                           | Lil Rel Howery | nominace  |
| Black Reel Awards                                    | 16. února 2018     | Nejlepší herečka ve vedlejší roli                         | Betty Gabriel | nominace  |
| Black Reel Awards                                    | 16. února 2018     | Objev roku (muž)                                          | Daniel Kaluuya | vítězství |
| Black Reel Awards                                    | 16. února 2018     | Objev roku (muž)                                          | Lil Rel Howery | nominace  |
| Black Reel Awards                                    | 16. února 2018     | Objev roku (žena)                                         | Betty Gabriel | nominace  |
| Black Reel Awards                                    | 16. února 2018     | Nejlepší herecké obsazení                                 | Uteč | nominace  |
| Black Reel Awards                                    | 16. února 2018     | Nejlepší filmová hudba                                    | Michael Abels | vítězství |
| Black Reel Awards                                    | 16. února 2018     | Nejlepší nový režisér                                     | Jordan Peele | vítězství |
| British Independent Film Awards                      | 10. prosince 2017  | Nejlepší mezinárodní nezávislý snímek                     | Uteč | vítězství |
| Boston Society of Film Critics Awards                | 10. prosince 2017  | Nejlepší herec v hlavní roli                              | Daniel Kaluuya | vítězství |
| Boston Society of Film Critics Awards                | 10. prosince 2017  | Nejlepší nový filmař                                      | Jordan Peele | vítězství |
| Boston Online Film Critics Association               | 9. prosince 2017   | Nejlepší film                                             | Uteč | vítězství |
| Boston Online Film Critics Association               | 9. prosince 2017   | Nejlepší scénář                                           | Jordan Peele | vítězství |
| Boston Online Film Critics Association               | 9. prosince 2017   | Nejlepší obsazení                                         | Uteč | vítězství |
| Cena národní společnosti filmových kritiků           | 6. ledna 2018      | Nejlepší film                                             | Uteč | 2. místo  |
| Cena národní společnosti filmových kritiků           | 6. ledna 2018      | Nejlepší herec v hlavní roli                              | Daniel Kaluuya | vítězství |
| Cena národní společnosti filmových kritiků           | 6. ledna 2018      | Nejlepší scénář                                           | Jordan Peele | 2. místo  |
| Cena národní společnosti filmových kritiků           | 6. ledna 2018      | Nejlepší režie                                            | Jordan Peele | 2. místo  |
| Central Ohio Film Critics Association Awards         | 4. ledna 2018      | Nejlepší film                                             | Uteč | 2. místo  |
| Central Ohio Film Critics Association Awards         | 4. ledna 2018      | Nejlepší obsazení                                         | Uteč | nominace  |
| Central Ohio Film Critics Association Awards         | 4. ledna 2018      | Objev roku                                                | Jordan Peele | vítězství |
| Central Ohio Film Critics Association Awards         | 4. ledna 2018      | Nejlepší herec v hlavní roli                              | Daniel Kaluuya | nominace  |
| Central Ohio Film Critics Association Awards         | 4. ledna 2018      | Nejlepší původní scénář                                   | Jordan Peele | vítězství |
| Central Ohio Film Critics Association Awards         | 4. ledna 2018      | Nejlepší režie                                            | Jordan Peele | 2. místo  |
| Critics' Choice Movie Awards                         | 11. ledna 2018     | Nejlepší film                                             | Uteč | nominace  |
| Critics' Choice Movie Awards                         | 11. ledna 2018     | Nejlepší režie                                            | Jordan Peele | nominace  |
| Critics' Choice Movie Awards                         | 11. ledna 2018     | Nejlepší původní scénář                                   | Jordan Peele | vítězství |
| Critics' Choice Movie Awards                         | 11. ledna 2018     | Nejlepší herec v hlavní roli                              | Daniel Kaluuya | nominace  |
| Critics' Choice Movie Awards                         | 11. ledna 2018     | Nejlepší sci-fi/hororový film                             | Uteč | vítězství |
| Dallas–Fort Worth Film Critics Association Awards    | 13. prosince 2017  | Nejlepší film                                             | Uteč | 5. místo  |
| Dallas–Fort Worth Film Critics Association Awards    | 13. prosince 2017  | Nejlepší režie                                            | Jordan Peele | 5. místo  |
| Denver Film Critics Society Awards                   | 15. ledna 2018     | Nejlepší film                                             | Uteč | nominace  |
| Denver Film Critics Society Awards                   | 15. ledna 2018     | Nejlepší horor/sci-fi                                     | Uteč | vítězství |
| Denver Film Critics Society Awards                   | 15. ledna 2018     | Nejlepší režie                                            | Jordan Peele | nominace  |
| Denver Film Critics Society Awards                   | 15. ledna 2018     | Nejlepší původní scénář                                   | Jordan Peele | vítězství |
| Detroit Film Critics Society Awards                  | 7. prosince 2017   | Nejlepší film                                             | Uteč | nominace  |
| Detroit Film Critics Society Awards                  | 7. prosince 2017   | Nejlepší režie                                            | Jordan Peele | nominace  |
| Detroit Film Critics Society Awards                  | 7. prosince 2017   | Nejlepší scénář                                           | Jordan Peele | nominace  |
| Detroit Film Critics Society Awards                  | 7. prosince 2017   | Objev roku                                                | Jordan Peele | vítězství |
| Detroit Film Critics Society Awards                  | 7. prosince 2017   | Objev roku                                                | Caleb Landry Jones | nominace  |
| Dublin Film Critics' Circle                          | 14. prosince 2017  | Nejlepší film                                             | Uteč | 5. místo  |
| Dublin Film Critics' Circle                          | 14. prosince 2017  | Nejlepší režie                                            | Jordan Peele | 3. místo  |
| Dublin Film Critics' Circle                          | 14. prosince 2017  | Nejlepší scénář                                           | Jordan Peele | vítězství |
| Dublin Film Critics' Circle                          | 14. prosince 2017  | Nejlepší herec v hlavní roli                              | Daniel Kaluuya | 7. místo  |
| Dublin Film Critics' Circle                          | 14. prosince 2017  | Objev roku                                                | Jordan Peele | nominace  |
| Filmová cena Britské akademie                        | 18. února 2018     | Nejlepší herec v hlavní roli                              | Daniel Kaluuya | nominace  |
| Filmová cena Britské akademie                        | 18. února 2018     | Stoupající hvězda                                         | Daniel Kaluuya | vítězství |
| Filmová cena Britské akademie                        | 18. února 2018     | Nejlepší původní scénář                                   | Jordan Peele | nominace  |
| Florida Film Critics Circle Awards                   | 23. prosince 2017  | Nejlepší film                                             | Uteč | nominace  |
| Florida Film Critics Circle Awards                   | 23. prosince 2017  | Nejlepší režie                                            | Jordan Peele | nominace  |
| Florida Film Critics Circle Awards                   | 23. prosince 2017  | Nejlepší herec v hlavní roli                              | Daniel Kaluuya | nominace  |
| Florida Film Critics Circle Awards                   | 23. prosince 2017  | Nejlepší scénář                                           | Jordan Peele | vítězství |
| Florida Film Critics Circle Awards                   | 23. prosince 2017  | Nejlepší obsazení                                         | Uteč | nominace  |
| Florida Film Critics Circle Awards                   | 23. prosince 2017  | Nejlepší první film                                       | Uteč | vítězství |
| Georgia Film Critics Association Awards              | 12. ledna 2017     | Nejlepší film                                             | Uteč | nominace  |
| Georgia Film Critics Association Awards              | 12. ledna 2017     | Nejlepší herec v hlavní roli                              | Daniel Kaluuya | vítězství |
| Georgia Film Critics Association Awards              | 12. ledna 2017     | Nejlepší obsazení                                         | Uteč | nominace  |
| Georgia Film Critics Association Awards              | 12. ledna 2017     | Objev roku                                                | Jordan Peele | vítězství |
| Georgia Film Critics Association Awards              | 12. ledna 2017     | Objev roku                                                | Daniel Kaluuya | nominace  |
| Georgia Film Critics Association Awards              | 12. ledna 2017     | Nejlepší původní scénář                                   | Jordan Peele | vítězství |
| Georgia Film Critics Association Awards              | 12. ledna 2017     | Nejlepší režie                                            | Jordan Peele | nominace  |
| Golden Trailer Awards                                | 6. června 2017     | Nejlepší horor                                            | Uteč | nominace  |
| Golden Trailer Awards                                | 6. června 2017     | Nejlepší hororový televizní spot                          | Uteč | nominace  |
| Golden Trailer Awards                                | 6. června 2017     | Nejlepší thrillerový televizní spot                       | Uteč | nominace  |
| Golden Trailer Awards                                | 6. června 2017     | Nejlepší mezinárodní plakát                               | Uteč | vítězství |
| Golden Trailer Awards                                | 6. června 2017     | Nejoriginálnější plakát                                   | Uteč | nominace  |
| Gotham Awards                                        | 27. listopadu 2017 | Nejlepší film                                             | Uteč | nominace  |
| Gotham Awards                                        | 27. listopadu 2017 | Ocenění Binghama Ray pro objev roku v oblasti režisérství | Jordan Peele | vítězství |
| Gotham Awards                                        | 27. listopadu 2017 | Nejlepší scénář                                           | Jordan Peele | vítězství |
| Gotham Awards                                        | 27. listopadu 2017 | Nejlepší herec v hlavní roli                              | Daniel Kaluuya | nominace  |
| Gotham Awards                                        | 27. listopadu 2017 | Ocenění publika                                           | Uteč | vítězství |
| Hollywood Music in Media Awards                      | 16. listopadu 2017 | Nejlepší původní hudba ve sci-fi/fantasy/hororovém filmu  | Michael Abels | nominace  |
| Hollywood Post Alliance                              | 16. listopadu 2017 | Nejlepší střih – film                                     | Gregory Plotkin | nominace  |
| Houston Film Critics Society Awards                  | 6. ledna 2018      | Nejlepší film                                             | Uteč | nominace  |
| Houston Film Critics Society Awards                  | 6. ledna 2018      | Nejlepší režisér                                          | Jordan Peele | nominace  |
| Houston Film Critics Society Awards                  | 6. ledna 2018      | Nejlepší herec v hlavní roli                              | Daniel Kaluuya | nominace  |
| Houston Film Critics Society Awards                  | 6. ledna 2018      | Nejlepší scénář                                           | Jordan Peele | nominace  |
| Chicago Film Critics Association Awards              | 12. prosince 2017  | Nejlepší režisér                                          | Jordan Peele | vítězství |
| Chicago Film Critics Association Awards              | 12. prosince 2017  | Nejlepší původní scénář                                   | Jordan Peele | nominace  |
| Chicago Film Critics Association Awards              | 12. prosince 2017  | Nejlepší střih                                            | Gregory Plotkin | nominace  |
| Chicago Film Critics Association Awards              | 12. prosince 2017  | Nejslibnější filmař                                       | Jordan Peele | nominace  |
| IGN Awards                                           | 19. prosince 2017  | Nejlepší film                                             | Uteč | 2. místo  |
| IGN Awards                                           | 19. prosince 2017  | Nejlepší hororový film                                    | Uteč | vítězství |
| IGN Awards                                           | 19. prosince 2017  | Nejlepší režisér                                          | Jordan Peele | 2. místo  |
| IGN Awards                                           | 19. prosince 2017  | Nejlepší herec v hlavní roli                              | Daniel Kaluuya | nominace  |
| IGN Awards                                           | 19. prosince 2017  | Nejlepší ženský herecký výkon ve vedlejší roli            | Lil Rel Howery | nominace  |
| IGN Awards                                           | 19. prosince 2017  | Nejlepší ženský herecký výkon ve vedlejší roli            | Allison Williams | nominace  |
| Independent Spirit Awards                            | 3. března 2017     | Nejlepší film                                             | Uteč | vítězství |
| Independent Spirit Awards                            | 3. března 2017     | Nejlepší režisér                                          | Jordan Peele | vítězství |
| Independent Spirit Awards                            | 3. března 2017     | Nejlepší herec v hlavní roli                              | Daniel Kaluuya | nominace  |
| Independent Spirit Awards                            | 3. března 2017     | Nejlepší scénář                                           | Jordan Peele | nominace  |
| Independent Spirit Awards                            | 3. března 2017     | Nejlepší střih                                            | Gregory Plotkin | nominace  |
| Indiana Film Journalists Association Awards          | 18. prosince 2017  | Nejlepší film                                             | Uteč | nominace  |
| Indiana Film Journalists Association Awards          | 18. prosince 2017  | Nejlepší původní scénář                                   | Jordan Peele | 2. místo  |
| IndieWire Critic's Poll                              | 19. prosince 2017  | Nejlepší film                                             | Uteč | vítězství |
| IndieWire Critic's Poll                              | 19. prosince 2017  | Nejlepší režisér                                          | Jordan Peele | 5. místo  |
| IndieWire Critic's Poll                              | 19. prosince 2017  | Nejlepší herec v hlavní roli                              | Daniel Kaluuya | 5. místo  |
| IndieWire Critic's Poll                              | 19. prosince 2017  | Nejlepší debut                                            | Uteč | vítězství |
| IndieWire Critic's Poll                              | 19. prosince 2017  | Nejlepší scénář                                           | Jordan Peele | vítězství |
| International Online Cinema Awards                   | 29. července 2017  | Nejlepší původní hudba                                    | Uteč | vítězství |
| International Online Cinema Awards                   | 29. července 2017  | Nejlepší střih                                            | Uteč | nominace  |
| International Online Cinema Awards                   | 29. července 2017  | Nejlepší herecké obsazení                                 | Uteč | nominace  |
| International Online Cinema Awards                   | 29. července 2017  | Nejlepší původní scénář                                   | Uteč | nominace  |
| International Online Cinema Awards                   | 29. července 2017  | Nejlepší herec v hlavní roli                              | Daniel Kaluuya | nominace  |
| International Online Cinema Awards                   | 29. července 2017  | Nejlepší režisér                                          | Jordan Peele | nominace  |
| International Online Cinema Awards                   | 29. července 2017  | Nejlepší film                                             | Uteč | nominace  |
| Las Vegas Film Critics Society Awards                | 18. prosince 2017  | Nejlepší film                                             | Uteč | 3. místo  |
| Las Vegas Film Critics Society Awards                | 18. prosince 2017  | Nejlepší horor/sci-fi                                     | Uteč | vítězství |
| Las Vegas Film Critics Society Awards                | 18. prosince 2017  | Nejlepší původní scénář                                   | Jordan Peele | 2. místo  |
| Las Vegas Film Critics Society Awards                | 18. prosince 2017  | Nejlepší filmař                                           | Jordan Peele | vítězství |
| Las Vegas Film Critics Society Awards                | 18. prosince 2017  | Nejlepší herec v hlavní roli                              | Daniel Kaluuya | vítězství |
| London Critics' Circle Film Awards                   | 28. ledna 2018     | Nejlepší film                                             | Uteč | nominace  |
| London Critics' Circle Film Awards                   | 28. ledna 2018     | Nejlepší herec v hlavní roli                              | Daniel Kaluuya | nominace  |
| London Critics' Circle Film Awards                   | 28. ledna 2018     | Nejlepší scénář                                           | Jordan Peele | nominace  |
| London Critics' Circle Film Awards                   | 28. ledna 2018     | Nejlepší britský/irský herec                              | Daniel Kaluuya | vítězství |
| Los Angeles Film Critics Association Awards          | 12. ledna 2018     | Nejlepší scénář                                           | Jordan Peele | vítězství |
| MTV Movie & TV Awards                                | 7. května 2017     | Nejlepší film                                             | Jordan Peele | nominace  |
| MTV Movie & TV Awards                                | 7. května 2017     | Nejlepší herec v hlavní roli                              | Daniel Kaluuya | nominace  |
| MTV Movie & TV Awards                                | 7. května 2017     | Nejlepší komediální vystoupení                            | Lil Rel Howery | vítězství |
| MTV Movie & TV Awards                                | 7. května 2017     | Nejlepší zloduch                                          | Allison Williams | nominace  |
| MTV Movie & TV Awards                                | 7. května 2017     | Nová generace                                             | Daniel Kaluuya | vítězství |
| MTV Movie & TV Awards                                | 7. května 2017     | Nejlepší dvojice                                          | Daniel Kaluuya a Lil Rel Howery                                                                                            | nominace  |
| MTV Movie & TV Awards                                | 7. května 2017     | Nejlepší boj proti systému                                | Uteč | nominace  |
| NAACP Image Awards                                   | 15. ledna 2018     | Nejlepší film                                             | Uteč | nominace  |
| NAACP Image Awards                                   | 15. ledna 2018     | Nejlepší herec v hlavní roli                              | Daniel Kaluuya | vítězství |
| NAACP Image Awards                                   | 15. ledna 2018     | Nejlepší herečka ve vedlejší roli                         | Lil Rel Howery | nominace  |
| NAACP Image Awards                                   | 15. ledna 2018     | Nejlepší scénář ve filmu                                  | Jordan Peele | vítězství |
| NAACP Image Awards                                   | 15. ledna 2018     | Nejlepší režie ve filmu                                   | Jordan Peele | vítězství |
| National Board of Review                             | 9. ledna 2018      | Nejlepších deset filmů roku 2017                          | Uteč | vítězství |
| National Board of Review                             | 9. ledna 2018      | Nejlepší obsazení                                         | Daniel Kaluuya, Allison Williams, Bradley Whitford, Caleb Landry Jones, Stephen Root, Lakeith Stanfield a Catherine Keener | vítězství |
| National Board of Review                             | 9. ledna 2018      | Nejlepší režisérský debut                                 | Jordan Peele | vítězství |
| New York Film Critics Circle                         | 3. ledna 2018      | Nejlepší první film                                       | Uteč | vítězství |
| New York Film Critics Online                         | 10. prosince 2017  | Nejlepších deset filmů roku 2017                          | Uteč | vítězství |
| New York Film Critics Online                         | 10. prosince 2017  | Nejlepší scénář                                           | Jordan Peele | vítězství |
| New York Film Critics Online                         | 10. prosince 2017  | Nejlepší režisérský debut                                 | Jordan Peele | vítězství |
| North Carolina Film Critics Association Award        | 2. ledna 2018      | Nejlepší film                                             | Uteč | vítězství |
| North Carolina Film Critics Association Award        | 2. ledna 2018      | Nejlepší herec v hlavní roli                              | Daniel Kaluuya | nominace  |
| North Carolina Film Critics Association Award        | 2. ledna 2018      | Nejlepší původní scénář                                   | Jordan Peele | vítězství |
| North Carolina Film Critics Association Award        | 2. ledna 2018      | Nejlepší režie                                            | Jordan Peele | vítězství |
| North Texas Film Critics Association                 | 12. ledna 2018     | Nejlepší film                                             | Uteč | nominace  |
| North Texas Film Critics Association                 | 12. ledna 2018     | Nejlepší režie                                            | Jordan Peele | nominace  |
| North Texas Film Critics Association                 | 12. ledna 2018     | Nejlepší herec v hlavní roli                              | Daniel Kaluuya | nominace  |
| North Texas Film Critics Association                 | 12. ledna 2018     | Nejlepší herečka ve vedlejší roli                         | Allison Williams | nominace  |
| Online Film Critics Society Awards                   | 28. prosince 2017  | Nejlepší film                                             | Uteč | vítězství |
| Online Film Critics Society Awards                   | 28. prosince 2017  | Nejlepší režie                                            | Jordan Peele | 2. místo  |
| Online Film Critics Society Awards                   | 28. prosince 2017  | Nejlepší herec v hlavní roli                              | Daniel Kaluuya | 2. místo  |
| Online Film Critics Society Awards                   | 28. prosince 2017  | Nejlepší původní scénář                                   | Jordan Peele | vítězství |
| Online Film Critics Society Awards                   | 28. prosince 2017  | Nejlepší obsazení                                         | Uteč | nominace  |
| Online Film Critics Society Awards                   | 28. prosince 2017  | Objev roku                                                | Daniel Kaluuya | 2. místo  |
| Oscar                                                | 4. března 2018     | Nejlepší film                                             | Uteč | nominace  |
| Oscar                                                | 4. března 2018     | Nejlepší herec v hlavní roli                              | Daniel Kaluuya | nominace  |
| Oscar                                                | 4. března 2018     | Nejlepší režie                                            | Jordan Peele | nominace  |
| Oscar                                                | 4. března 2018     | Nejlepší původní scénář                                   | Jordan Peele | vítězství |
| Phoenix Film Critics Society Awards                  | 19. prosince 2017  | Nejlepší film                                             | Uteč | nominace  |
| Phoenix Film Critics Society Awards                  | 19. prosince 2017  | Nejlepší herec v hlavní roli                              | Daniel Kaluuya | nominace  |
| Phoenix Film Critics Society Awards                  | 19. prosince 2017  | Nejlepší režie                                            | Jordan Peele | nominace  |
| Phoenix Film Critics Society Awards                  | 19. prosince 2017  | Nejlepší původní scénář                                   | Jordan Peele | nominace  |
| Phoenix Critics Circle                               | 16. prosince 2017  | Nejlepší režie                                            | Jordan Peele | nominace  |
| Phoenix Critics Circle                               | 16. prosince 2017  | Nejlepší scénář                                           | Jordan Peele | vítězství |
| Phoenix Critics Circle                               | 16. prosince 2017  | Nejlepší herec v hlavní roli                              | Daniel Kaluuya | nominace  |
| Phoenix Critics Circle                               | 16. prosince 2017  | Nejlepší horor                                            | Uteč | vítězství |
| Producers Guild of America Awards                    | 20. ledna 2018     | Nejlepší producenti – film                                | Uteč | nominace  |
| San Diego Film Critics Society                       | 11. prosince 2017  | Nejlepší film                                             | Uteč | vítězství |
| San Diego Film Critics Society                       | 11. prosince 2017  | Nejlepší režie                                            | Jordan Peele | nominace  |
| San Diego Film Critics Society                       | 11. prosince 2017  | Nejlepší původní scénář                                   | Jordan Peele | vítězství |
| San Diego Film Critics Society                       | 11. prosince 2017  | Nejlepší herečka ve vedlejší roli                         | Catherine Keener | nominace  |
| San Diego Film Critics Society                       | 11. prosince 2017  | Nejlepší komediální výkon ve filmu                        | Lil Rel Howery | nominace  |
| San Diego Film Critics Society                       | 11. prosince 2017  | Nejlepší obsazení                                         | Daniel Kaluuya, Allison Williams, Bradley Whitford, Caleb Landry Jones, Stephen Root, Lakeith Stanfield a Catherine Keener | nominace  |
| San Francisco Film Critics Circle Awards             | 10. prosince 2017  | Nejlepší film                                             | Uteč | nominace  |
| San Francisco Film Critics Circle Awards             | 10. prosince 2017  | Nejlepší režie                                            | Jordan Peele | nominace  |
| San Francisco Film Critics Circle Awards             | 10. prosince 2017  | Nejlepší scénář                                           | Jordan Peele | vítězství |
| San Francisco Film Critics Circle Awards             | 10. prosince 2017  | Nejlepší herec v hlavní roli                              | Daniel Kaluuya | nominace  |
| Satellite Awards                                     | 10. února 2018     | Nejlepší film                                             | Uteč | nominace  |
| Satellite Awards                                     | 10. února 2018     | Nejlepší režie                                            | Jordan Peele | vítězství |
| Satellite Awards                                     | 10. února 2018     | Nejlepší scénář                                           | Jordan Peele | nominace  |
| Satellite Awards                                     | 10. února 2018     | Nejlepší produkční návrh                                  | Uteč | nominace  |
| Screen Actors Guild Awards                           | 21. ledna 2018     | Nejlepší obsazení                                         | Daniel Kaluuya, Allison Williams, Bradley Whitford, Caleb Landry Jones, Stephen Root, Lakeith Stanfield a Catherine Keener | nominace  |
| Screen Actors Guild Awards                           | 21. ledna 2018     | Nejlepší herec v hlavní roli                              | Daniel Kaluuya | nominace  |
| Seattle Film Critics Society Awards                  | 18. prosince 2017  | Snímek roku                                               | Uteč | vítězství |
| Seattle Film Critics Society Awards                  | 18. prosince 2017  | Nejlepší režie                                            | Jordan Peele | nominace  |
| Seattle Film Critics Society Awards                  | 18. prosince 2017  | Nejlepší herec v hlavní roli                              | Daniel Kaluuya | nominace  |
| Seattle Film Critics Society Awards                  | 18. prosince 2017  | Nejlepší scénář                                           | Jordan Peele | nominace  |
| Seattle Film Critics Society Awards                  | 18. prosince 2017  | Nejlepší střih                                            | Gregory Plotkin | nominace  |
| Seattle Film Critics Society Awards                  | 18. prosince 2017  | Nejlepší obsazení                                         | Daniel Kaluuya, Allison Williams, Bradley Whitford, Caleb Landry Jones, Stephen Root, Lakeith Stanfield a Catherine Keener | vítězství |
| Southeastern Film Critics Association Awards         | 18. prosince 2017  | Nejlepší film                                             | Uteč | vítězství |
| Southeastern Film Critics Association Awards         | 18. prosince 2017  | Nejlepší původní scénář                                   | Jordan Peele | vítězství |
| St. Louis Film Critics Association Awards            | 17. prosince 2017  | Nejlepší film                                             | Uteč | nominace  |
| St. Louis Film Critics Association Awards            | 17. prosince 2017  | Nejlepší režie                                            | Jordan Peele | nominace  |
| St. Louis Film Critics Association Awards            | 17. prosince 2017  | Nejlepší herec v hlavní roli                              | Daniel Kaluuya | nominace  |
| St. Louis Film Critics Association Awards            | 17. prosince 2017  | Nejlepší scénář                                           | Jordan Peele | nominace  |
| Toronto Film Critics Association Awards              | 10. prosince 2017  | Nejlepší scénář                                           | Jordan Peele | vítězství |
| Toronto Film Critics Association Awards              | 10. prosince 2017  | Nejlepší režie                                            | Jordan Peele | nominace  |
| Toronto Film Critics Association Awards              | 10. prosince 2017  | Nejlepší první film                                       | Uteč | vítězství |
| Utah Film Critics Association Awards                 | 17. prosince 2017  | Nejlepší původní scénář                                   | Jordan Peele | vítězství |
| Vancouver Film Critics Circle Awards                 | 18. prosince 2017  | Nejlepší scénář                                           | Jordan Peele | vítězství |
| Washington D.C. Area Film Critics Association Awards | 8. prosince 2017   | Nejlepší film                                             | Uteč | vítězství |
| Washington D.C. Area Film Critics Association Awards | 8. prosince 2017   | Nejlepší režie                                            | Jordan Peele | nominace  |
| Washington D.C. Area Film Critics Association Awards | 8. prosince 2017   | Nejlepší scénář                                           | Jordan Peele | nominace  |
| Washington D.C. Area Film Critics Association Awards | 8. prosince 2017   | Nejlepší herec v hlavní roli                              | Daniel Kaluuya | nominace  |
| Washington D.C. Area Film Critics Association Awards | 8. prosince 2017   | Nejlepší střih                                            | Gregory Plotkin | nominace  |
| Women Film Critics Circle                            | 17. prosince 2017  | Nejlepší herec v hlavní roli                              | Daniel Kaluuya | nominace  |
| Women Film Critics Circle                            | 17. prosince 2017  | The Invisible Woman Award                                 | Betty Gabriel | vítězství |
| World Soundtrack Awards                              | 18. října 2017     | Objev roku                                                | Michael Abels | nominace  |
| Writers Guild of America Awards                      | 11. února 2018     | Nejlepší původní scénář                                   | Jordan Peele | vítězství |
| Zlatý glóbus                                         | 7. ledna 2018      | Nejlepší film (muzikál nebo komedie)                      | Uteč | nominace  |
| Zlatý glóbus                                         | 7. ledna 2018      | Nejlepší mužský herecký výkon (muzikál nebo komedie)      | Daniel Kaluuya | nominace  |